# Tienen (stacja kolejowa)
Genk (niderl. Station Tienen) – stacja kolejowa w Tienen, w prowincji Brabancja Flamandzka, w Belgii. Znajduje się na linii Bruksela - Liège. Budynek dworca pochodzi z 1841 i jest najstarszym istniejącym budynkiem stacji w Belgii. Jest to budynek dwupiętrowy w środkowej części i jednopiętrowy po bokach. Wszystkie detale architektoniczne i wykończenia są utrzymane w jednej linii.
Stacja była również końcem dawnych linii kolejowych nr 22 z Diest i nr 142 z Namur. Obie linie zostały zlikwidowane między 1967 i 1990 na całej długości i zastąpione ścieżkami rowerowymi.
Stacja obsługuje głównie pociąg dowożące osoby do Brukseli i Leuven.

## Linie kolejowe
- 36 Bruksela - Liège
- 22 Tienen - Diest
- 142 Namur - Tienen

## Połączenia
Codziennie
| Typ pociągu | Trasa                                            | Harmonogram                        |
| ----------- | ------------------------------------------------ | ---------------------------------- |
| IC 03       | Genk - Bruksela - Knokke/Blankenberge            | 1x/h                               |
| IC 29       | Landen - Bruksela - Gent-Sint-Pieters - De Panne | Tydzień: 1x/u Weekend: 1x/om de 2u |

Tygodniowe
| Typ pociągu | Trasa                                   | Harmonogram         |
| ----------- | --------------------------------------- | ------------------- |
| IC 14       | Liège-Guillemins - Bruksela - Quiévrain | 1x/u                |
| pośpieszny  | kilka połączeń                          | w godzinach szczytu |